# Nuevo Tamarindo
Nuevo Tamarindo es un pueblo peruano ubicado en el distrito de La Unión, perteneciente a la provincia y departamento de Piura, al norte del Perú. 

## Ubicación
Nuevo Tamarindo se ubica al suroeste de la provincia de Piura, en el distrito de La Unión, en el departamento de Piura.

## Demografía
En 2017 Nuevo Tamarindo tenía una población de 1050 habitantes.
| Gráfica de evolución demográfica de Nuevo Tamarindo entre 1993 y 2017 |
|                                                                       |
| Fuentes: Población 1993 y 2017                                        |